# Andrzej Otręba
Andrzej Jan Otręba (ur. 23 lipca 1949 w Tyńcu) – polski polityk, działacz związkowy, poseł na Sejm III i IV kadencji.

## Życiorys
W 1980 ukończył studia na Wydziale Prawa i Administracji Uniwersytetu Wrocławskiego. Od 1977 do rozwiązania należał do Polskiej Zjednoczonej Partii Robotniczej. W latach 1985–1990 był wiceprzewodniczącym Wojewódzkiego Porozumienia Związków Zawodowych we Wrocławiu. Od 1991 kieruje radą Ogólnopolskiego Porozumienia Związków Zawodowych w województwie wrocławskim (obecnie dolnośląskim).
Pełnił funkcję posła na Sejm III i IV kadencji wybranego z listy Sojuszu Lewicy Demokratycznej w okręgu Wrocław. Bez powodzenia kandydował w 2005 i 2007 w wyborach parlamentarnych, w 2006 bezskutecznie ubiegał się o miejsce w sejmiku dolnośląskim jako kandydat koalicji Lewica i Demokraci.
W 2005 otrzymał Krzyż Kawalerski Orderu Odrodzenia Polski.